# Termoregulace
Termoregulace znamená schopnost, především živých organismů, kontrolovat svou tělesnou teplotu. Termoregulace je důležitá k ochraně před parazity, zmrznutím a přehřátím. Přestože nízká tělesná teplota je podle některých studií spojena s vyšší nadějí na dožití, na druhou stranu se například snáze do těla dostanou viry, jsou zpomaleny některé funkce srdce a mozku. Vysoká tělesná teplota pomáhá při bakteriálním napadení nastolit pro bakterie nepříznivé prostředí, ovšem příliš vysoká teplota vyvolává závrať, křeče a dehydrataci; je nepříznivá především pro nervový přenos.

## Živočichové

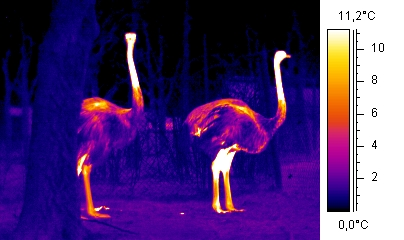
Pštrosi zobrazení termokamerou

Záleží na tom, zda je živočich studenokrevný, nebo teplokrevný. Studenokrevní živočichové využívají výhradně zdroje tepla z prostředí (slunce, teplé proudy), zatímco teplokrevní musí teplo také produkovat. Podle nových výzkumů je jedním z mnoha důvodů ochrana před parazitickými houbami. K produkci tepla využívají teplokrevní živočichové metabolické procesy, při nichž přeměňují potenciální energii molekulárních vazeb na kinetickou energii. Nejvyšších teplot dosahují játra; z nich je teplo krví rozváděno do celého těla.
K zahřátí slouží živočichům zpravidla srst či peří čili izolační vrstva s nízkou tepelnou vodivostí, která pokrývá pokožku. Savci, ptáci, příp. některé druhy hmyzu využívají k zahřátí také tepla svých druhů.
Zajímavé je např. termoregulační chování mravenců – dělnice se na počátku jara přemísťují na povrch mraveniště, kde vytvářejí teplotní chomáče (mravenčí shluky), vyhřívají se a po návratu do mraveniště zvyšují jeho teplotu.
K ochlazování těla slouží živočichům různé strategie, např. velbloudům hrby vystavené proudění okolního vzduchu, slonům značná plocha ušních boltců, resp. cirkulace krve v tepnách boltců aj.

## Rostliny
Termogenezi (zvyšování produkce tepla) využívá mnoho druhů z čeledi Araceae a cykasů. Nelumbo nucifera (lotos ořechonosý) díky rozkladu škrobu uloženého v kořenech udržuje teplotu až o 20 °C vyšší, než je teplota vzduchu. Jedním z možných důvodů termoregulace rostlin je ochrana před chladem; např. toulcovka americká neboli kapsovec americký (Lysichiton americanus) není mrazuvzdorná, ale kvete v době, kdy ještě leží sníh. Podle jiné teorie tímto způsobem rostliny zřejmě lákají (studenokrevné) hmyzí opylovače.
Jistou míru termoregulace vykazují např. jehličnany mírného pásu. Látky, které přes zimu pumpují do mízy a poté do jehličí, jim umožňují zvýšit vnitřní hustotu natolik, že nezmrznou a jehličí zůstane zachováno do dalšího roku.